# William Dumas
William Dumas (* 23. Januar 1942 in Nîmes) ist ein französischer Politiker. Er ist seit 2004 Abgeordneter der Nationalversammlung.
Dumas entstammte einer Winzerfamilie, arbeitete aber ab 1965 für den Crédit Agricole. Er wurde politisch aktiv und trat 1970 in die Parti socialiste ein. 1992 zog er in den Generalrat des Départements Gard ein. Zwei Jahre später wurde er zu dessen Vizepräsident gewählt. Bei den Kommunalwahlen 2001 wurde er zum Bürgermeister der Gemeinde Fons gewählt. 2002 trat er bei den Parlamentswahlen als Stellvertreter von Damien Alary an, was er bereits 1997 getan hatte. Nach Alarys Rückzug im Jahr 2004 rückte Dumas ins Parlament nach. 2007 und 2012 wurde er wiedergewählt.